# Mostacillastrum gracile
Mostacillastrum gracile là một loài thực vật có hoa trong họ Cải. Loài này được (Wedd.) Al-Shehbaz mô tả khoa học đầu tiên năm 2006.